# 滁扬高速公路
滁扬高速公路是十二五规划中的连接江苏扬州与安徽滁州市之间的高速公路。
该高速公路为规划中的北沿江高速公路的一部分，往南至马鞍山市,向东经天长市境内后进入扬州市。天长到扬州段与扬宿高速公路重合。
滁扬高速公路滁州到天长段为北沿江高速公路的组成部分。